# Гуачукаль
Гуачукаль (исп. Guachucal) — город и муниципалитет на юго-западе Колумбии, на территории департамента Нариньо. Входит в состав провинции Обандо.

## История
Поселение, из которого позднее вырос город, было основано в 1535 году. Муниципалитет Гуачукаль был выделен в отдельную административную единицу в 1892 году.

## Географическое положение

Муниципалитет Гуачукаль

Город расположен в южной части департамента, в горной местности Центральной Кордильеры, к югу от вулкана Асуфраль, на расстоянии приблизительно 53 километров к юго-западу от города Пасто, административного центра департамента. Абсолютная высота — 3091 метр над уровнем моря.
Муниципалитет Гуачукаль граничит на севере с территорией муниципалитета Сапуес, на востоке — с муниципалитетами Пупьялес и Альдана, на юго-востоке — с муниципалитетом Куаспуд, на юго-западе — с муниципалитетом Кумбаль, на северо-западе — с муниципалитетом Мальяма. Площадь муниципалитета составляет 170 км².

## Население
По данным Национального административного департамента статистики Колумбии, совокупная численность населения города и муниципалитета в 2015 году составляла 15 652 человека.
Динамика численности населения муниципалитета по годам:
| 2005   | 2006   | 2007   | 2008   | 2009   | 2010   | 2011   | 2012   | 2013   | 2014   | 2015   |
| ------ | ------ | ------ | ------ | ------ | ------ | ------ | ------ | ------ | ------ | ------ |
| 16 837 | 16 708 | 16 595 | 16 481 | 16 375 | 16 258 | 16 152 | 16 029 | 15 912 | 15 783 | 15 652 |

Согласно данным переписи 2005 года мужчины составляли 49,1 % от населения Гуачукаля, женщины — соответственно 50,9 %. В расовом отношении индейцы составляли 67,5 % от населения города; белые и метисы — 32,5 %.
Уровень грамотности среди всего населения составлял 86,5 %.

## Экономика
Основу экономики Гуачукаля составляет сельское хозяйство.
64,1 % от общего числа городских и муниципальных предприятий составляют предприятия торговой сферы, 27,4 % — предприятия сферы обслуживания, 8,2 % — промышленные предприятия, 0,3 % — предприятия иных отраслей экономики.

## Транспорт
Через город проходит национальное шоссе № 17 (исп. Ruta Nacional 17).